# Puegnago sul Garda
Puegnago sul Garda är en ort och kommun i provinsen Brescia i regionen Lombardiet i Italien. Kommunen hade 3 458 invånare (2018).